# Ligne 8 du métro de Wuhan
La ligne 8 du métro de Wuhan est une ligne du métro de Wuhan inaugurée en 2017. En 2018, la ligne gagne trois stations dans une courte section au sud, indépendante de la première, puis en 2021 est inaugurée la section centrale. Elle relie les terminus Jintanlu au nord et Junyuncun au sud et comporte 26 stations pour une longueur totale de 38,197 kilomètres.

## Histoire

### Chronologie
- 26 décembre 2017 : Jintanlu - Liyuan
- 28 décembre 2018 : Yezhihu - Junyuncun
- 2 janvier 2021 : Liyuan - Yezhihu

## Tracé et stations
La ligne dessert au total 26 stations sur 38,197 km du nord au sud, réparties provisoirement en deux sections distinctes jusqu'à la complétude de la ligne. Elle est en correspondance avec les lignes 1, 2, 3, 4, et 7 du métro de Wuhan.

### Liste des stations
|  |   |  |  | Station                  | Nom en chinois | Traductions                                                           | Coordonnées | Correspondances      |
|  | - |  |  | ------------------------ | -------------- | --------------------------------------------------------------------- | ----------- | -------------------- |
|  | O |  |  | Jintanlu                 | 金潭路         | Rue Jintan (en) Jintan Road                                           |             |                      |
|  | o |  |  | Hongtu Dadao             | 宏图大道       | Boulevard Hongtu (en) Hongtu Boulevard                                |             | 2 3                  |
|  | o |  |  | Tazihu                   | 塔子湖         | Lac Tazi                                                              |             |                      |
|  | o |  |  | Zhonyilu                 | 中一路         | Rue Zhongyi (en) Zhongyi Road                                         |             | 12 (en construction) |
|  | o |  |  | Zhuyeshan                | 竹叶山         |                                                                       |             | 10 (en construction) |
|  | o |  |  | Zhaojiatiao              | 赵家条         |                                                                       |             | 3                    |
|  | o |  |  | Huangpulu                | 黄浦路         | Rue de Huangpu (en) Huangpu Road                                      |             | 1                    |
|  | o |  |  | Xujiapeng                | 徐家棚         |                                                                       |             | 5 7                  |
|  | o |  |  | Xudong                   | 徐东           |                                                                       |             |                      |
|  | o |  |  | Wangjiadun               | 汪家墩         |                                                                       |             | 12 (en construction) |
|  | o |  |  | Yuejiazui                | 岳家嘴         |                                                                       |             | 4                    |
|  | o |  |  | Liyuan                   | 梨园           |                                                                       |             |                      |
|  | o |  |  | Shengbowuguan            | 省博物馆       | Musée provincial (en) Provincial Museum                               |             |                      |
|  | o |  |  | Zhongnan Yiyuan          | 中南医院       | Hôpital Zhongnan (en) Zhongnan Hospital                               |             |                      |
|  | o |  |  | Shuigohu                 | 水果湖         | Lac Shuiguo                                                           |             |                      |
|  | o |  |  | Hongshanlu               | 洪山路         | Rue Hongshan (en) Hongshan Road                                       |             |                      |
|  | o |  |  | Xiaohongshan             | 小洪山         |                                                                       |             |                      |
|  | o |  |  | Jiedaokou                | 街道口         |                                                                       |             | 2                    |
|  | o |  |  | Mafangshan               | 马房山         |                                                                       |             | 11 (en construction) |
|  | o |  |  | Wenzhijie                | 文治街         | Rue Wenzhi (en) Wenzhi Street                                         |             |                      |
|  | o |  |  | Wenchanglu               | 文昌路         | Rue Wenchang (en) Wenchang Road                                       |             |                      |
|  | o |  |  | Shengnongkeyuan          | 省农科院       | Académie des sciences agricoles (en) Academy of Agricultural Sciences |             |                      |
|  | o |  |  | Mahu                     | 马湖           | Lac Ma                                                                |             |                      |
|  | o |  |  | Yezhihu                  | 野芷湖         |                                                                       |             | 7                    |
|  | O |  |  | Huangjiaju Ditiexiaozhen | 黄家湖地铁小镇 |                                                                       |             |                      |
|  | O |  |  | Junyuncun                | 军运村         | Village des athlètes militaires (en) Military Athletes' Village       |             |                      |